# Associação Amizade São Pedro de Rates
A Associação Amizade São Pedro de Rates, igualmente conhecida como Associação de Amizade de São Pedro de Rates é um clube português localizado na freguesia de Rates, concelho de Póvoa de Varzim, distrito do Porto. O clube foi fundado em 26 de Novembro de 1976 e o seu atual presidente é Adérito Paulo Matias da Silva. Os seus jogos em casa são disputados no Campo do Limarinho.

## Descrição e história
A instituição está sedeada na localidade de Rates, no concelho de Póvoa do Varzim, contando com um campo de futebol próprio. Além da sua actividade desportiva, também tem desempenhado um importante papel cultural na freguesia, principalmente através do Rancho Folclórico de São Pedro de Rates, que se destacou pelos seus esforços na preservação e divulgação da cultura da Póvoa de Varzim.
Foi criada em 26 de Novembro de 1976.
Em 2010 recebeu o diploma de mérito da Junta Regional de Braga do Corpo Nacional de Escutas, pelo seu contributo para a organização do Acampamento Regional, que teve lugar em Agosto desse ano.
Em Abril de 2021, o antigo presidente da associação, Adérito Serra, foi entrevistado pelo jornal Mais Semanário por ocasião das comemorações dos 45 anos da fundação. Explicou que os principais focos do grupo eram o rancho folclórico e o futebol, tendo então quatro escalões a jogar no campeonato inter-freguesias da Póvoa de Varzim: escolinhas, infantis, juvenis e seniores. Cada divisão tinha cerca de trinta atletas, salvo a das escolinhas, que contava com cerca de vinte elementos, totalizando aproximadamente cem pessoas. Quanto ao Rancho Folclórico, era composto cerca de cinquenta integrantes, e tinha como principal finalidade «levar o nome de Rates o mais longe possível e espalhar a nossa tradição», motivo pelo qual fazia «muitas deslocações e participações em muitos festivais», tanto em território nacional como no estrangeiro, nomeadamente na Suíça, Luxemburgo, França e Espanha.
Em Outubro de 2022, a Associação Amizade São Pedro de Rates foi a vencedora da Supertaça da Póvoa, no escalão sénior, depois de ter derrotado o Centro Social Bonitos de Amorim, no Estádio Municipal, evento que foi organizado no âmbito do Campeonato Interfreguesias.
Em 6 de Abril de 2023, a estação de rádio Onda Viva reportou que a autarquia da Póvoa de Varzim tinha aprovado a renovação dos protocolos com o Leões da Lapa Futebol Clube e a Associação de Amizade de São Pedro de Rates, no sentido de permitir a utilização dos pavilhões das Escolas do Século e de Rates no período após as aulas. Nessa ocasião, os vereadores do Partido Socialista questionaram a maioria sobre os atrasos nas obras no equipamento desportivo em Rates, tendo o vereador João Trocado considerado esta intervenção como urgente. O presidente da Câmara Municipal, Aires Pereira, garantiu que o projecto estava já terminado e pronto para se candidatar a fundos europeus, mas não poderia arrancar sem o financiamento por parte do Programa 2030. Em 2011 estava inserida na Federação Portuguesa de Badminton, tendo registados seis praticantes, dos quais três eram femininos.
Além das funções desportivas, a associação também tem participado em certames ligados ao artesanato, tendo por exemplo participado em 1983 no III Salão Nacional de Artesanato e em 1987 no VI Salão Nacional de Artesanato, ambos no Casino Estoril. Em 1982 publicou a obra O artesanato do linho: Festas ao senhor de Matosinhos e em 1992 A Caminho de Santiago (Da Serra do Pilar a S. Pedro de Rates), de Arlindo de Magalhães. Em 1983, o Rancho Folclórico foi integrado na Associação de Amizade de São Pedro de Rates, levando à realização de trabalhos etnofolclóricos, que consistiu na recolha de cantares e danças entre os habitantes mais idosos, e poucos anos depois o Rancho publicou uma cassete com cantares, do linho e de outras tipologias, e danças. Esta iniciativa abrangeu-se num trabalho maior de investigação sobre as cantigas de Rates na década de 1980, na qual esteve envolvido o conhecido etnólogo francês Michel Giacometti. Em 2001 a associação, no âmbito das comemorações do 25º aniversário, publicou o CD Cantigas sem Tempo, onde reuniu 23 cantigas tradicionais. Em 23 de Junho de 2017, a rádio Onda Viva noticiou que a autarquia tinha aplicado um conjunto de apoios a várias instituições do concelho, incluindo a atribuição de um subsídio de 25 mil euros à Associação de Amizade de São Pedro de Rates, no sentido de permitir a reabilitação do Centro de Artesanato.